# 拓跋渾
拓跋渾（5世紀—487年6月15日），鮮卑名吐谷渾，魏道武帝拓跋珪之孙，陽平王拓跋熙第二子，北魏宗室、官员。

## 生平
拓跋浑的叔叔广平王拓跋连去世时没有儿子，魏太武帝拓跋焘封拓跋浑为南平王，延续拓跋连的世系，又加拓跋浑平西将军。拓跋浑喜好骑射、射鸟，在鸟飞翔的时候射死他们，每天能射中五十只野兔，当时的人都赞叹称奇。魏太武帝曾经命令身边的人分别射箭，优胜的一方算筹已满，魏太武帝诏令拓跋浑调解，拓跋浑三次发箭都射中，魏太武帝大喜，因为器重拓跋浑的武艺才能，经常招引拓跋浑侍奉左右，赐给拓跋浑一百匹马，数十仆人。太延三年三月丁丑（437年4月22日），拓跋浑出任假节、都督平州诸军事、兼领护东夷校尉、镇东大将军、仪同三司、平州刺史，镇守和龙。拓跋浑在平州安抚劝导民众有方，百姓和外族都喜欢他。拓跋浑又转任凉州镇将、都督西戎诸军事、兼领护西域校尉，获赐皇帝用的两匹马。拓跋浑在凉州镇清廉慎重，恩德遍布凉州，满任期后回京城，凉州父老都留着眼泪追送，好像失去亲人一样。太和十一年，拓跋浑跟随魏孝文帝元宏巡视方山，五月癸巳（487年6月15日）在途中去世，谥号康。

## 家庭

### 兄弟
- 拓跋他，北魏司徒、淮南靖王
- 拓跋比陵，北魏安远将军、怀荒镇大将、牂牁公

### 夫人
- 南安姚氏，万年县君姚伯之次女[12]

### 子女
- 拓跋霄，北魏宗正卿、右光禄大夫、南平安王